# Nagornoje (Kaliningrad, Osjorsk)
Nagornoje (russisch Нагорное, deutsch Alt Ragaischen, 1938–1945 Konradshof) ist ein Ort in der russischen Oblast Kaliningrad. Er gehört zur kommunalen Selbstverwaltungseinheit Munizipalkreis Osjorsk im Rajon Osjorsk.
Gemäß der letzten Volkszählung von 2010 ist der Ort verlassen.

## Geographische Lage
Nagornoje liegt acht Kilometer nordwestlich der Rajonstadt Osjorsk (Darkehmen/Angerapp) und ist auf einer unwegsamen Nebenstraße von Nowostrojewo (Trempen) kommend in fünf Kilometern zu erreichen. Eine Bahnanbindung besteht nicht.

## Geschichte
In der vormals Alt Ragaischen genannten Landgemeinde lebten im Jahre 1818 70 Einwohner, deren Zahl bis 1863 auf 145 anstieg und 1907 bereits 201 betrug. Am 17. Oktober 1928 wurde ein Großteil des Gutsbezirks Jurgaitschen (1938–1946 Jürgenfelde, seit 1946: Judino) – Domäne Alt Ragaischen – in die neue Landgemeinde Alt Ragaischen umgewandelt. Sie war bis 1945 in den seit 1874 bestehenden Amtsbezirk Jurgaitschen (1939–1945 Amtsbezirk Jürgenfelde) im Kreis Darkehmen (1938 Kreis Angerapp, 1939–1945 Landkreis Angerapp) im Regierungsbezirk Gumbinnen der preußischen Provinz Ostpreußen eingegliedert. Am 3. Juni 1938 (mit amtlicher Bestätigung vom 16. Juli 1938) wurde der Ort aus politisch-ideologischen Gründen in „Konradshof“ umbenannt.
Infolge des Zweiten Weltkrieges kam der Ort mit dem gesamten nördlichen Ostpreußen zur Sowjetunion. Im Jahr 1947 erhielt er den russischen Namen „Nagornoje“ und wurde gleichzeitig dem Dorfsowjet Nowostrojewski selski Sowet im Rajon Osjorsk zugeordnet. Später gelangte der Ort in den Lwowski selski Sowet. Von 2008 bis 2014 gehörte Nagornoje zur Landgemeinde Nowostrojewskoje selskoje posselenije, von 2015 bis 2020 zum Stadtkreis Osjorsk und seither zum Munizipalkreis Osjorsk.

## Kirche
Bis 1945 war die fast ausnahmslos evangelische Einwohnerschaft von Alt Ragaischen/Konradshof in das Kirchspiel Ballethen (seit 1946: Sadowje) eingepfarrt. Es gehörte zum Kirchenkreis Darkehmen (1938–1946 Angerapp, seit 1946: Osjorsk) in der Kirchenprovinz Ostpreußen der Kirche der Altpreußischen Union. Letzter deutscher Geistlicher war Pfarrer Joachim Großkreutz.
Nach dem Verbot aller kirchlichen Aktivitäten in der Sowjetunion bildeten sich in den 1990er Jahren in der inzwischen russischen Oblast Kaliningrad neue evangelische Gemeinden. Nagornoje liegt im Einzugsbereich der Gemeinde der Salzburger Kirche in Gussew (Gumbinnen), die sich der ebenfalls neugebildeten Propstei Kaliningrad in der Evangelisch-Lutherischen Kirche Europäisches Russland zuordnete.